# EC Kitzbühel
Der EC Kitzbühel ist ein österreichischer Eishockeyclub aus Kitzbühel in Tirol, der seit 2016 in der (zweitklassigen) Alps Hockey League spielt.

## Geschichte
Nachdem der Kitzbüheler Sportclub bereits 1910 gegründet worden war, folgten 1925 die Umbenennung in Kitzbüheler Eishockeyclub und der Beitritt zum österreichischen Eishockeyverband. In den Jahren nach 1934 war die Mannschaft fixer Bestandteil der österreichischen Provinzmeisterschaft, an welcher Clubs aus ganz Österreich außerhalb Wiens in mehreren lokal organisierten Gruppen teilnahmen, und konnte dort eine Reihe von Erfolgen feiern, wenngleich der Gewinn des Meistertitels nicht gelang.
Nach dem Zweiten Weltkrieg, welcher mit den langgedienten Spielern Hans Schweinester, Frorl Oberaigner und Peter Salvenmoser einen hohen Tribut gefordert hatte, wurde der Verein neu aufgebaut und professionell organisiert. In den Jahren 1949, 1952 und 1954 konnte so auch der ASKÖ-Staatsliga-Meistertitel gewonnen werden. Der Titel im Jahr 1952 kam dabei so unerwartet, dass die bereits zugunsten des Favoriten aus Wien vorgestanzten Medaillen bei der Siegerehrung mit Kalkfarbe korrigiert werden mussten.
Als 1965 die heutige Bundesliga gegründet wurde, gehörten die Kitzbüheler von Beginn an zu den Teilnehmern. Die Mannschaft bestritt bis zum Jahr 1973 acht Spielzeiten in der höchsten Spielklasse und absolvierte ihre Heimspiele dabei auf der neu errichteten Kunsteisbahn am Lebenberg. In der Saison 1972/73 belegten die Kitzbüheler Adler jedoch den letzten Platz und stiegen damit in die Oberliga ab.
In der Spielzeit 1987/88 feierte der Club den Titel des Tiroler Landesmeisters und stieg wieder in die Nationalliga, die zweithöchste Spielklasse, auf. Die folgenden Jahre brachten eine Reihe von Platzierungen im Mittelfeld. Erst in der Saison 1995/96 gelang der Gewinn der Meisterschaft, als sich die Kitzbüheler im Finale gegen den EHC Fischerbräu Wien durchsetzen konnten. 1997 stieg die Mannschaft wieder in die Landesliga ab und pendelte anschließend zwischen dieser und den wechselnden unteren Leistungsstufen der österreichweiten Meisterschaften hin und her. In den Spielzeiten 2004 und 2005 dominierte der Club die Oberliga und feierte zwei weitere Meisterschaften.
2005 wechselte der Klub in die Tiroler Landesliga. Am 9. Dezember 2006 wurde mit dem Lebenbergstadion die langjährige Heimstätte des Clubs geschlossen und mit dem Sportpark Kapserbrücke erstmals eine überdachte Arena errichtet, in der die Mannschaft seither spielt und im Jahr 2007 nach siebzehn Siegen in Folge auch letztmals den Titel des Tiroler Landesmeisters gewinnen konnte. 2014 gewann der Verein die drittklassige Nationale Amateur Hockey Liga und stieg in die zweitklassige INL auf.
Seit 2016 spielt der Klub in der Nachfolgeliga der INL, der Alps Hockey League.
Seit der Saison 2022/23 wird der EC Kitzbühel von Marco Pewal trainiert.

## Vereinsstatistik
| Saison  | Liga | Spiele | S  | U | N  | Tore    | Pkt | Rang | Playoffs                   |
| ------- | ---- | ------ | -- | - | -- | ------- | --- | ---- | -------------------------- |
| 1965/66 | ÖEHL | 12     | 2  | 0 | 10 | 28:56   | 4   | 4    | Keine Playoffs ausgetragen |
| 1966/67 | ÖEHL | 16     | 6  | 2 | 8  | 63:77   | 14  | 3    | Keine Playoffs ausgetragen |
| 1967/68 | ÖEHL | 10     | 4  | 3 | 3  | 38:31   | 11  | 3    | Keine Playoffs ausgetragen |
| 1968/69 | ÖEHL | 12     | 4  | 0 | 8  | 39:66   | 8   | 6    | Klassenerhalt in Playouts  |
| 1969/70 | ÖEHL | 14     | 6  | 2 | 6  | 56:48   | 14  | 5    | Klassenerhalt in Playouts  |
| 1970/71 | ÖEHL | 28     | 12 | 1 | 15 | 129:137 | 25  | 5    | Keine Playoffs ausgetragen |
| 1971/72 | ÖEHL | 28     | 9  | 3 | 16 | 83:109  | 21  | 7    | Keine Playoffs ausgetragen |
| 1972/73 | ÖEHL | 28     | 3  | 1 | 24 | 74:217  | 7   | 8    | Abstieg in die Oberliga    |

## Spielstätte
Die Kitzbüheler Adler tragen seit 2006 ihre Spiele im Sportpark Kitzbühel aus. Der Sportpark hat eine Zuschauerkapazität von 1700 Plätzen (davon 900 Sitzplätze).

## Erfolge
- Meister der zweiten Spielklasse: 1995/96, 2024/25
- Meister der dritten Spielklasse: 2003/04, 2004/05, 2013/14
- ASKÖ-Staatsligameister in den Jahren 1949, 1952 und 1954
- Tiroler Landesmeister 1987, 1988, 2006 und 2007

## Vereinsinterne Rekorde

### Saison
| Tore  |                |      |         |
| Platz | Spieler        | Tore | Saison  |
| 1.    | Jaroslav Betka | 58   | 2006/07 |
|       | Jaroslav Betka | 48   | 2007/08 |
| 3.    | Martin Juza    | 39   | 2009/10 |
| 4.    | Roland Kellner | 38   | 2003/04 |
| 5.    | Jaroslav Betka | 37   | 2005/06 |

| Assists |                 |         |         |
| Platz   | Spieler         | Assists | Saison  |
| 1.      | Jaroslav Betka  | 67      | 2006/07 |
| 2.      | André Niec      | 56      | 2013/14 |
| 3.      | Jaroslav Betka  | 49      | 2005/06 |
| 4.      | Jaroslav Betka  | 48      | 2007/08 |
|         | Philipp Ullrich | 48      | 2013/14 |

| Punkte |                 |        |         |
| Platz  | Spieler         | Punkte | Saison  |
| 1.     | Jaroslav Betka  | 125    | 2006/07 |
| 2.     | Jaroslav Betka  | 96     | 2007/08 |
| 3.     | André Niec      | 87     | 2013/14 |
| 4.     | Jaroslav Betka  | 86     | 2005/06 |
| 5.     | Philipp Ullrich | 85     | 2013/14 |

| Strafminuten |                |              |         |
| Platz        | Spieler        | Strafminuten | Saison  |
| 1.           | Patrick Hager  | 126          | 2012/13 |
| 2.           | Roland Kellner | 115          | 2007/08 |
| 3.           | Roland Luchner | 111          | 2009/10 |
| 4.           | Patrick Hager  | 105          | 2011/12 |
| 5.           | Blake Sorensen | 102          | 2004/05 |

### Insgesamt
| Tore  |                   |      |
| Platz | Spieler           | Tore |
| 1.    | Jaroslav Betka    | 143  |
| 2.    | Henrik Hochfilzer | 123  |
| 3.    | Lucas Etz         | 122  |
| 4.    | Roland Kellner    | 103  |
| 5.    | Philipp Ullrich   | 97   |

| Assists |                   |         |
| Platz   | Spieler           | Assists |
| 1.      | Lucas Etz         | 181     |
| 2.      | Jaroslav Betka    | 168     |
| 3.      | Philipp Ullrich   | 136     |
| 4.      | Henrik Hochfilzer | 134     |
| 4.      | Roland Kellner    | 125     |

| Punkte |                   |        |
| Platz  | Spieler           | Punkte |
| 1.     | Jaroslav Betka    | 311    |
| 2.     | Lucas Etz         | 303    |
| 3.     | Henrik Hochfilzer | 257    |
| 4.     | Philipp Ullrich   | 233    |
| 5.     | Roland Kellner    | 228    |

| Spiele |                   |        |
| Platz  | Spieler           | Spiele |
| 1.     | Kevin Wirl        | 426    |
| 2.     | Andreas Karrer    | 381    |
| 3.     | Henrik Hochfilzer | 309    |
| 4.     | Lucas Etz         | 292    |
| 5.     | Patrick Huber     | 223    |